# ليون دينيس
ليون دينيس (بالفرنسية: Léon Denis)‏ هو فيلسوف وكاتب فرنسي، ولد في 1846 في Foug ‏ في فرنسا، وتوفي في 12 أبريل 1927 في تور في فرنسا.